# 比費特峰
45°21′56″N 07°00′26″E / 45.36556°N 7.00722°E
比費特峰（法語：Pointe des Buffettes），是法國的山峰，位於該國東北部奧文尼-隆-阿爾卑斯大區，由薩瓦省負責管轄，屬於瓦努瓦斯山的一部分，海拔高度3,233米。